# Comuna Cania, Cantemir
Comuna Cania este o comună din Raionul Cantemir, Republica Moldova. Are o suprafață totală de 24,85 kilometri pătrați, fiind cuprinsă într-un perimetru de 31,88 km. Din componența comunei fac parte 2 localități: Iepureni și Cania (sat-reședință). Suprafața totală a localităților din cadrul comunei alcătuiește aproximativ 1,32 kilometri pătrați.
În comuna Cania au fost înregistrate 1.073 de gospodării casnice în anul 2004. Membrii acestor gospodării alcătuiau 3.713 de persoane, iar mărimea medie a unei gospodării era de 3,5 persoane.
La nivelul comunei, gospodăriile casnice erau distribuite, în dependență de numărul de persoane ce le alcătuiesc, asfel: 15.66% - 1 persoană, 16.50% - 2 persoane, 18.73% - 3 persoane, 23.49% - 4 persoane, 14.35% - 5 persoane, 11.28% - 6 și mai multe persoane.
Liceul „Ion Creangă” din Cania este o instituție de studii în ciclurile primar, gimnazial și liceal. A fost conectat la conducta de gaz în februarie 2010.

## Administrație și politică
Componența Consiliului local Cania (13 consilieri), ales la 5 noiembrie 2023, este următoarea:
|  | Partid                           | Consilieri | Componență | Componență | Componență | Componență | Componență | Componență | Componență | Componență | Componență | Componență | Componență | Componență |
|  | -------------------------------- | ---------- | ---------- | ---------- | ---------- | ---------- | ---------- | ---------- | ---------- | ---------- | ---------- | ---------- | ---------- | ---------- |
|  | Platforma Demnitate și Adevăr    | 12         |            |            |            |            |            |            |            |            |            |            |            |            |
|  | Partidul Acțiune și Solidaritate | 1          |            |            |            |            |            |            |            |            |            |            |            |            |

## Personalități născute aici
- Nelly Ciobanu (n. 1974), cântăreață